# 松殿良嗣
松殿 良嗣（まつどの よしつぐ）は、鎌倉時代前期から中期にかけての公卿。大納言・松殿忠房の長男。官位は正二位・右近衛中将。松殿家4代当主。

## 経歴
貞永元年（1232年）従五位下・侍従に叙任。その後、嘉禎2年（1236年）従五位上、嘉禎4年（1238年）正五位下、延応元年（1239年）従四位下と昇進する。仁治3年（1242年）には従四位上・正四位下と続けて昇叙され、寛元元年（1243年）に従三位に叙せられ公卿に列す。またこの間の嘉禎3年（1237年）右近衛少将、仁治元年（1240年）右近衛中将と武官を務めると共に、因幡介・土佐介・美濃権守と地方官も兼ねた。
しかし、この間に大納言となっていた父・忠房は、貞永元年（1232年）に大納言を免ぜられ、宝治元年（1247年）には出家してしまう。その後、良嗣は宝治2年（1248年）正三位、建長7年（1255年）従二位、正元元年（1259年）正二位に叙せられるなど位階の上では父・忠房に並ぶ。しかし、参議任官は叶わないまま、弘長3年（1263年）に出家し法名は円信と号した。

## 系譜
- 父：松殿忠房
- 母：持明院保家の娘
- 妻：一条頼氏の娘
  - 男子：鷹司伊氏 - 鷹司伊頼の猶子
  - 男子：松殿頼房
- 妻：岩蔵宮女房按察使局
  - 男子：松殿冬房（1270-1342） - 一条家経の猶子
- 生母不明の子女
  - 男子：持明院保藤（1254-1342） - 持明院基保の養子
  - 三男：隆弁
  - 男子：禅弁
  - 女子：亀山院女房新大納言 - 一条家経室